# Alister Jack
Sir Alister William Jack (ur. 7 lipca 1963 w Dumfriesie) – brytyjski polityk, członek Partii Konserwatywnej. W latach 2017–2024 poseł do Izby Gmin. Od 24 lipca 2019 do 5 lipca 2024 minister ds. Szkocji, kolejno w pierwszym i drugim gabinecie Borisa Johnsona oraz w gabinetach Lizz Truss i Rishiego Sunaka.

## Życiorys
Kształcił się kolejno w Dalbeattie Primary School, Crawfordton House i Glenalmond College. Studiował na Heriot-Watt University.
Jako biznesmen zajmujący się wynajmem powierzchni magazynowych zgromadził majątek wartości kilkudziesięciu milionów funtów.
W 1997 roku bez powodzenia kandydował do Izby Gmin z okęgu Tweeddale, Ettrick and Lauderdale. W 2017 roku został wybrany posłem do Izby Gmin z okręgu Dumfries and Galloway. Uzyskał reelekcję w 2019 roku.
Od 24 lipca 2019 do 5 lipca 2024 zajmował stanowisko ministra ds. Szkocji.
Nie kandydował w wyborach parlamentarnych w 2024.
4 lipca 2024 został Kawalerem Komandorem Orderu Imperium Brytyjskiego.